# Kari Aagaard
Pour les articles homonymes, voir Aagaard.
Kari Aagaard est une ancienne handballeuse internationale norvégienne. 
Avec l'équipe de Norvège, elle dispute 92 matchs de 1973 à 1978 pour 54 buts inscrits.